# Cuttoli-Corticchiato
Cuttoli-Corticchiato é uma comuna francesa na região administrativa de Córsega, no departamento de Córsega do Sul. Estende-se por uma área de 30,37 km². 